# Yérifoula-Dioula
Ne doit pas être confondu avec Yérifoula-Gan.
Yérifoula-Dioula est une commune rurale située dans le département de Loropéni de la province du Poni dans la région Sud-Ouest au Burkina Faso.

## Géographie
Yérifoula-Dioula – dont le nom du village fait référence au peuple Dioula – se trouve à environ 18 km au nord du centre de Loropéni, le chef-lieu, et de la route nationale 11.

## Santé et éducation
Yérifoula-Dioula accueille un centre de santé et de promotion sociale (CSPS) tandis que le centre médical se trouve à Kampti et que le centre hospitalier régional (CHR) de la province se trouve à Gaoua.